# Bob Scholte
Hijman (Bob) Scholte (Amsterdam, 21 februari 1902 - aldaar, 3 november 1983) was een Joods-Nederlandse zanger.

## Levensloop
Scholte was zoon van Barends Scholte en Grietje Borstel. Hij trouwde in 1921 met Martha Monnickendam (in 1945 omgebracht nabij Ludwigslust) en vanaf 17 januari 1950 was Cornelia Diana van Asperen zijn echtgenote tot haar overlijden in 1975.
Scholte werd ontdekt door Jules Monasch, die hem in contact bracht met Bram Godschalk. Na zijn lagereschooltijd werd besloten dat Scholte voorzanger zou worden in een synagoge. Hij heeft om deze reden enige tijd lessen gevolgd op het Joods Seminarium, maar hij is nooit voorzanger geworden.
Zijn eigenlijke artiestenloopbaan begon toen hij in 1916 van Nap de la Mar een kinderrol aangeboden kreeg in de operette De Marskramer. Als klein kind heeft hij vele optredens gedaan in het Tip Top Theater in de Jodenbreestraat.
In 1931 trad Scholte in dienst van de AVRO. Bij het orkest van Kovacs Lajos (Louis Schmidt) kreeg hij nationale bekendheid met de liedjes Breng eens een zonnetje, Oh Monah, Een huis met een tuintje en We gaan naar Rome. Hij was regelmatig medewerker aan de Bonte Dinsdagavondtrein en de AVRO sloot jarenlang de uitzenddag af met zijn lied Goedenacht en welterusten.
In de Tweede Wereldoorlog overleefde Bob Scholte het concentratiekamp Auschwitz. Zijn twee kinderen en overige familie overleefden de oorlog niet.
Na de oorlog hervatte Scholte zijn loopbaan met hoofdzakelijk Joodse liederen. Ook was hij, net zoals Sylvain Poons medewerker aan het in die tijd zeer gewaardeerde programma van Wim Ibo Waar blijft de tijd.
Een van de vele onderscheidingen die Bob Scholte kreeg uitgereikt was de Gouden Harp (1966).

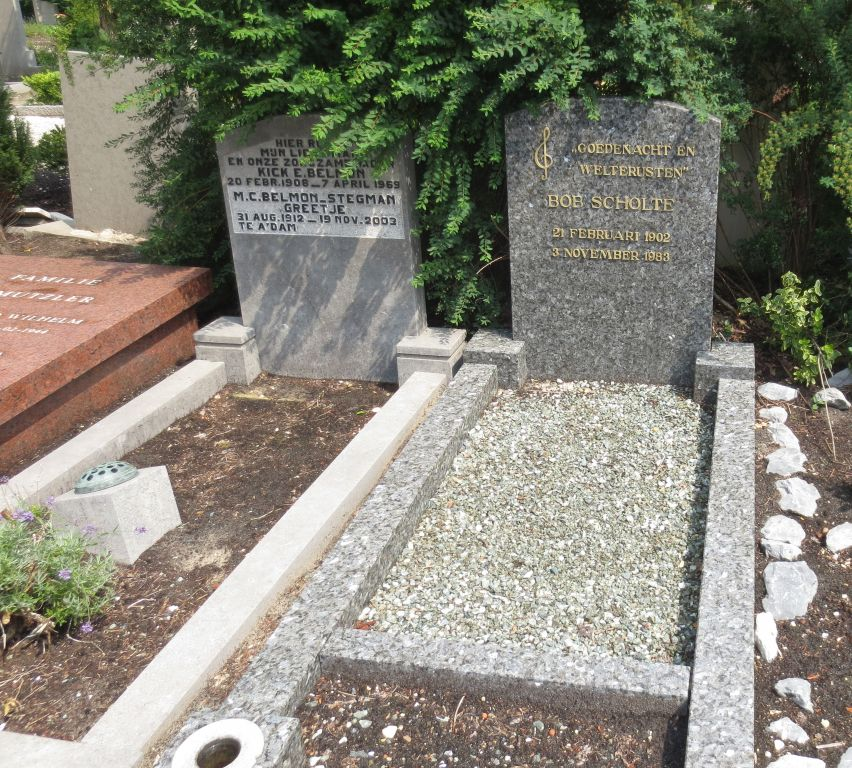
Graf van Scholte

Bob Scholte overleed in het Slotervaartziekenhuis; hij bezweek aan een hartinfarct. Hij werd daarna opgebaard aan de Fred. Roeskestraat (PC Zuid) om vervolgens middels een stoet langs  Koninklijk Theater Carré begraven te worden op Zorgvlied.  Er volgden rouwadvertenties van bijvoorbeeld de AVRO en nabestaanden. Volgens de rouwadvertentie was hij ridder in de Orde van Oranje-Nassau en Kroonorde van België en in het bezit van een gouden speld van de stad Amsterdam. Zijn grafzerk vermeldt Goedenacht en welterusten achter een vioolsleutel.

## Eerbetoon
Na zijn overlijden werd door de enkele nabestaanden Bob Scholte-ring in het leven geroepen, een prijs om Nederlandstalige zangers en zangeressen te eren.
Op 3 juni 2015 zond de Joodse Omroep een eerbetoon uit waarbij Karin Bloemen, Antje Monteiro, Brigitte Nijman, Thomas Berge, Job Bovelander en Ben Cramer de liedjes van Scholte weer tot leven brachten.
- Biblioteca Nacional de España: XX5317409
- Biografisch Portaal: 96767774
- International Standard Name Identifier: 0000 0003 8867 8053
- MusicBrainz: b5985baa-de4c-455b-80fd-25a8b47115fb
- Nederlandse Thesaurus van Auteursnamen: 10064452X
- Virtual International Authority File: 281913824
- WorldCat: E39PBJmDgCfyhYc3jvCB8XCWjC